# Miquel Quetglas
Miquel Quetglas i Bauzà (Palma de Mallorca, 1826 - id., 1872) fue un político republicano de Mallorca, España. Era propietario de un almacén de harinas. Creó un Centro Instructivo Republicano (1852) y fue uno de los dirigentes en Baleares del Partido Democrático durante el reinado de Isabel II, que introdujo el republicanismo en Mallorca. Con este partido, en 1854 fue elegido concejal del ayuntamiento de Palma y en 1855 colaboró en El Iris del Pueblo, pero al acabarse el Bienio Progresista en 1856 pasó a la clandestinidad. Con Joaquim Fiol formó parte de la Junta Revolucionaria de Baleares durante la revolución de 1868. En 1869 fue miembro de la Diputación de Baleares, director de El Iris del Pueblo y presidente del Comité Balear del Partido Republicano. En las elecciones a las Cortes de 1869 fue candidato por el Partido Republicano Democrático Federal y obtuvo 8.645 votos, pero no fue elegido. También fue jefe de la Milicia Ciudadana de Palma y diputado provincial de Baleares. Su entierro fue el primero de talante laico en Palma.

## Obras
- La cuestión religiosa (1869)

Texto en cursiva==Referencias==
- Biografía en enciclopedia.cat
- Biografía en fideus.com
- El republicanisme federal i la cultura liberaldemocràtica a Mallorca (1840-1900). Catalina Mª Martorell Fullana

- Datos: Q9033509